# Kasumi Ishikawa
Pour les articles homonymes, voir Ishikawa.
Kasumi Ishikawa (石川佳純, Ishikawa Kasumi) (née le 23 février 1993 à Yamaguchi) est une pongiste japonaise.
Elle a remporté l'Open du Maroc ITTF en 2010 en simple, ainsi que l'Open d'Allemagne ITTF en double associée à sa compatriote Ai Fukuhara.
Elle est médaillée d'argent par équipe aux Jeux olympiques d'été de 2012 et termine quatrième du tournoi individuel.
Elle remporte le bronze par équipes lors des Jeux olympiques de Rio en 2016.
Le 1er mai 2023, elle annonce sa retraite internationale.